# 圖齊
圖齊是蒙特內哥羅圖齊市鎮内的城鎮及其行政中心，位於波德戈里察至阿爾巴尼亞边境关卡公路的沿線，斯庫台湖北側數公里。圖齊市鎮是蒙特內哥羅最新的一个市镇，在2018年9月1日成為独立的市镇。

## 人口
据2011年人口普查，图齐镇的人口数量为4,748人，而整个图齐市镇的人口数量则为11,422人。
| 民族         | 人口  | 百分比 |
| ------------ | ----- | ------ |
| 阿爾巴尼亞族 | 2,383 | 50.2%  |
| 波士尼亞克族 | 932   | 19.6%  |
| 黑山族       | 554   | 11.7%  |
| 罗姆族       | 111   | 2.3%   |
| 土耳其族     | 15    | 0.3%   |
| 塞爾維亞族   | 13    | 0.3%   |
| 埃及人       | 6     | 0.1%   |
| 其他/未申报  | 734   | 15.5%  |
| 总计         | 4,748 | 100%   |